# Live Like There's No Tomorrow
»Live Like There's No Tomorrow« je pop balada ameriške glasbene skupine Selena Gomez & the Scene. Singl je izšel 22. julija 2010, in sicer digitalno.